# Klaipėda apskritis
Klaipėda apskritis (litauisk: Klaipėdos apskritis) var et af 10 apskritis i Litauen. Klaipėda apskritis havde et indbyggertal på 372.437(2010), og et areal på 5.209 km2. Klaipėda apskritis havde hovedsæde i byen Klaipėda, der også var den største by.
Apskritys som administrative enheder blev nedlagt ved en reform 1. juli 2010, siden da har Klaipėda apskritis været en territorial og statistisk enhed.

## Kommuner i Klaipėda apskritis
| Klaipėda bykommune Klaipėda distriktskommune Kretinga distriktskommune | Neringa kommune Palanga bykommune | Skuodas distriktskommune Šilutė distriktskommune |